# Карашилік (Аксуський район)
Карашилі́к (каз. Қарашілік) — село у складі Аксуського району Жетисуської області Казахстану. Входить до складу Карашиліцького сільського округу.
Населення — 600 осіб (2021; 681 у 2009, 792 у 1999, 878 у 1989).